# 东市街道 (六安市)
东市街道，是中华人民共和国安徽省六安市金安区下辖的一个乡镇级行政单位。

## 行政区划
东市街道下辖以下地区：
长安社区、五里墩社区、七里站社区、江淮社区、建来社区和淠河社区。